# シングルトン・バンク鉄道事故
座標: 北緯53度48分27秒 西経2度57分00秒 / 北緯53.8076度 西経2.9500度
シングルトン・バンク鉄道事故（シングルトン・バンクてつどうじこ）は、1961年7月16日にイギリス・イングランドのウィートン付近で発生した列車衝突事故である。 

## 事故概要
コルン駅8時50分発フリートウッド駅行きの気動車急行列車が保線列車後尾のバラスト運搬車に約45mph（72km/h）で追突した。保線列車はシングルトン・バンク信号所付近でバラスト交換作業（ballast cleaning）を終えたところであり、急行列車を通すために同区間を出発しようとしていた。
この事故で7人が死亡し（旅客列車の運転士と乗客6人）、116人が負傷した。

## 事故原因
事故原因はシングルトンの信号扱い手が電話の内容を誤解しディーゼル列車の通行を許可したためである。また事故調査報告では、問題のある作業慣行を許容していた地域の検査官を強く批判した。